# Kuoliosaari (ö i Nyslott, Savonranta)
Kuoliosaari är en halvö i Finland. Den ligger i kommunen Nyslott och Savonranta by i den ekonomiska regionen  Nyslott och landskapet Södra Savolax, i den sydöstra delen av landet, 300 km nordost om huvudstaden Helsingfors. Ordet kuoliosaari åsyftar att ön har varit begravningsplats. Det var tidigare en ö, men nu går en vägbank över den.

## Klimat
Trakten ingår i den boreala klimatzonen. Årsmedeltemperaturen i trakten är 2 °C. Den varmaste månaden är augusti, då medeltemperaturen är 16 °C, och den kallaste är januari, med −14 °C.